# Port lotniczy Modesto
Port lotniczy Modesto (IATA: MOD, ICAO: KMOD) – port lotniczy położony 3 km na południowy wschód od Modesto, w stanie Kalifornia, w Stanach Zjednoczonych.

## Linie lotnicze i połączenia
- United Express obsługiwane przez SkyWest (San Francisco)